# Naragonia
Naragonia est un groupe belge de folk, originaire de Flandre.

## Histoire
Le groupe est formé en 2003 lors de l'Andanças Festival au Portugal. Le groupe joue des musiques à danser pour le Bal Folk. Il s'agit à l'origine d'un duo, mais il se produit parfois à quatre, sous le nom de Naragonia Quartet. Ce quatuor a un répertoire spécifique.
Le groupe enregistre deux albums chez Apple Rekords, avant de passer chez Homerecords pour Mira en 2018.

## Membres

### Membres actuels
Naragonia Quartet est composé de :
- Pascale Rubens – accordéon diatonique, violon, chant
- Toon Van Mierlo – accordéon diatonique, cornemuse (uilleann pipes, béchonnet, cornemuse des Flandres, gaïta, biniou), saxophone soprano, clarinette, bombarde, low-whistles
- Luc Pilartz – violon
- Maarten Decombel – mandole, guitare

### Anciens membres
- Wouter Vandenabeele – violon[3].

## Discographie

### Duo
- 2006 : Tandem (Appel Rekords)
- 2007 : Janneke Tarzan (Appel Rekords)
- 2010 : Carabel (Appel Rekords)
- 2015 : Myriad (Appel Rekords)
- 2020 : Silentski

### Quartet
- 2011 : Batiska (2011)[4] (Appel Rekords)
- 2013 : Idili (Appel Rekords)
- 2018 : Mira[2],[1],[3], Homerecords

## Publications
- (en) Pascale Rubens, Toon Van Mierlo et Aurélien Claranbaux, Naragonia Tune Book, 2010, 105 p.
- (en) Pascale Rubens et Toon Van Mierlo, Naragonia - Diatonic tunebook, 2017